# Aspidonitys trita
Aspidonitys trita är en insektsart som beskrevs av Karsch 1895. Aspidonitys trita ingår i släktet Aspidonitys och familjen Eurybrachidae. Inga underarter finns listade i Catalogue of Life.